# Villamanrique de la Condesa
Villamanrique de la Condesa er en by og kommune i det sydlige Spanien i provinsen Sevilla. Den har et indbyggertal på 4.677 (2024) indbyggere.